# این چه توهمی است
این چه توهمی است؟ (به تامیلی: Mayakkam Enna) و (به انگلیسی: What is this illusion?) فیلمی هندی محصول سال ۲۰۱۱ و به کارگردانی سلواراغوان است. در این فیلم بازیگرانی همچون دنوش و ریچا گانگوپادیای ایفای نقش کرده‌اند.